# Malån

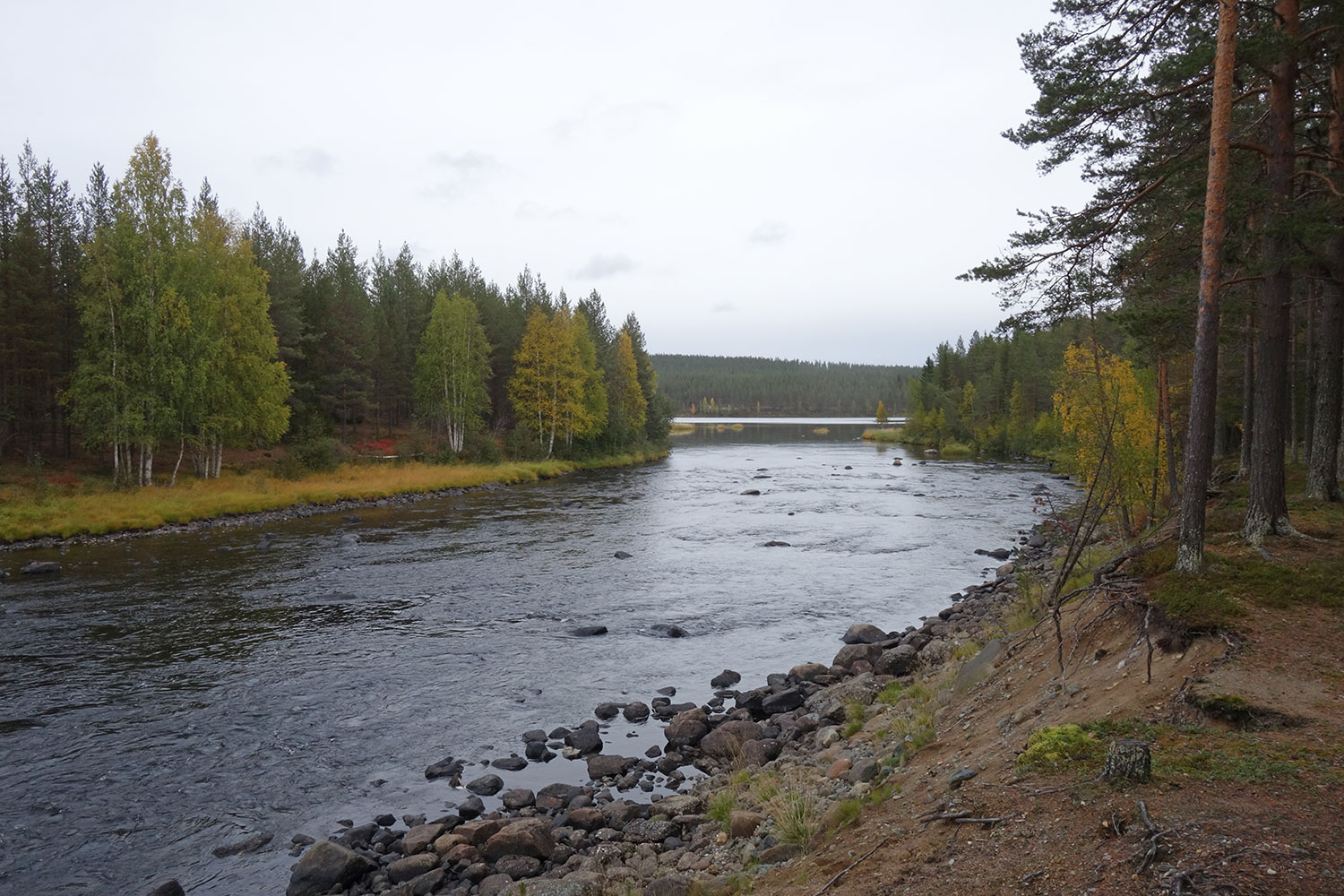
Malåns utflöde i Skellefteälven.

Malån är en skogsälv i de svenska landskapen Lappland och Västerbotten, i Västerbottens län. Malån är det största biflödet till Skellefteälven.
Malån, som är cirka 120 km lång, rinner upp i Gränsgård, Sorsele kommun, och mynnar i Skellefteälven i Norsjö kommun. Avrinningsområdet är 1 917 km². Vattendraget har tjänat som farvatten för forsfarare. I  Malån finns arterna öring, harr, gädda, mört och abborre.
Biflöden i nedströms ordning är:
- Bockträskbäcken
- Verbobäcken
- Fårbäcken
- Skäppträskån
- Mensträskbäcken
- Norsjöån

Malån rinner bland annat genom domänreservatet Koppsele, Malå centralort samt Malå Storforsens naturreservat.